# Leptoxenus ligneus
Leptoxenus ligneus är en skalbaggsart som beskrevs av Holzschuh 2007. Leptoxenus ligneus ingår i släktet Leptoxenus och familjen långhorningar.
Artens utbredningsområde är Laos. Inga underarter finns listade i Catalogue of Life.